# Dům čp. 36 (Štramberk)
Dům čp. 36 je na Náměstí ve Štramberku v okrese Nový Jičín. Na místě roubeného domu byl postaven do zděné podoby na začátku 19. století. Byl zapsán do Ústředního seznamu kulturních památek ČR před rokem 1988 a je součástí městské památkové rezervace.

## Historie
Na náměstí bylo postaveno původně 22 domů s dřevěným podloubím, kterým bylo přiznáno šenkovní právo. Uprostřed náměstí stál pivovar. První zděný dům byl postaven v roce 1799 a následovaly další přestavby domů s barokními štíty. V roce 1855 postihl Štramberk požár, při něm shořelo na 40 domů a dvě stodoly. Podle písemných záznamů v roce 1771 dům čp. 36 vlastnila rodina Juráků. Dům byl postaven v severozápadní frontě náměstí v místě starého dřevěného měšťanského domu.

## Stavební podoba
Dům je volně stojící přízemní zděná stavba na obdélném půdorysu s barokně vykrajovaným vysokým štítem otočeným do náměstí a sedlovou střechou. Od sousedních domů je oddělen soutkou. Dům je členěn parapetní a hlavní římsou s zubořezem. Dům je postaven na kamenné podezdívce, která vyrovnává svahovou nerovnost. Přízemí je čtyřosé s pravoúhlými okny v šambránách s podokenními římsami. Ve štítu jsou dvě okna s parapety a v šambránách. Štít je dělen horizontálně profilovanou římsou a vertikálně pilastry s římsovými hlavicemi, po stranách v dolní části jsou voluty. Štít je ukončen tympanonem se štukovým Božským okem a na vrcholu čučkem v podobě šišky. Na pravé okapové straně jsou dvě okna a vchod s dvojkřídlými dveřmi. V přízemí je chodba zaklenuta dvěma pruskými plackami na pase, valená klenba je v koupelně. Stropy místností jsou ploché. Původní dispozice je částečně přestavěna.